# 크.레.이.지
《크.레.이.지》(영어: C.R.A.Z.Y.)는 2005년 공개된 캐나다의 코미디 영화이다.

## 출연

### 주연
- 미쉘 코떼
- 마크 앙드레 그롱당
- 다니엘 프룰
- 피에르-뤽 브리양
- 알렉스 그라벨
- 에밀 발레
- 막심 트렘블레
- 펠릭스-앙트완 데스파티
- 나스타샤 톰슨

### 조연
- 프란시스 더차임
- 미셀 라페리에르
- 클로드 가뇽
- 장 마크 발레

## 기타
- Line PD: 니콜 힐라레귀
- 미술: 파트리스 베르메트
- 의상: 지넷 마그니
- 배역: 다니엘 포이슨